# Primavera no Rio
Primavera no Rio é uma canção composta por João de Barro e lançada em disco na voz de Carmen Miranda em setembro de 1934 pela gravadora Victor. Foi escrita para as festas de eleição da "Rainha da Primavera" daquele ano, da então Capital Federal. A música foi interpretada por Carmen em um número musical do filme Alô, Alô, Brasil, filmado naquele ano e lançado no verão de 1935.